# Luna Monti
María Soledad Lucas ―conocida como Luna Monti― (Ciudad Evita, 24 de agosto de 1976) es una cantante folclórica argentina.

## Biografía
Nació el 24 de agosto de 1976 en Ciudad Evita (provincia de Buenos Aires). Pisó por primera vez un escenario a los 11 años de edad acompañando a su madre, de quien heredó su inclinación hacia el folclor argentino. Sobre su nombre artístico:

Mi nombre verdadero es María Soledad Lucas: el apodo artístico surgió como un juego. Hace años que mi familia me dice Luna, aunque para los del barrio seré siempre Soledad Lucas.
Luna Monti

En 1995 ingresó en la Escuela Popular de Músicos del SAdeM (Sindicato Argentino de Músicos), de la cual egresó como profesora de música. Perfeccionó sus estudios de armonía y guitarra. Se formó en entrenamiento actoral, comedia musical, danzas nativas y otros trabajos corporales.
En 1999 fue finalista del Pre-Cosquín.
A mediados del año 2000 comenzó la grabación de su primer álbum. Raúl Carnota, como productor artístico convocó al músico, cantante, guitarrista y compositor argentino
Juan Quintero ―del trío Aca Seca―. En ese disco, Luna grabó dos canciones del propio Quintero.
Luna Monti afirma que al conocer a Juan Quintero aprendió a usar su voz de otra manera:

Incorporé matices impensados para mí. Con Juan empecé a cantar pianissimo.
Luna Monti

Otros músicos que participaron fueron 
el guitarrista peruano Lucho González, 
la pianista Lilián Saba, 
Rodolfo Gorosito y
Mario Gusso.
El disco, llamado Dentro, el silencio... fue editado de manera independiente y se lanzó en octubre de 2000.
En 2001 creó y produjo artísticamente ―como actriz y cantante―
El folklore llega al cole, espectáculo musical infantil que presentó en escuelas de Capital Federal y Gran Buenos Aires. El espectáculo fue declarado de Interés Cultural y Municipal por el Gobierno de La Matanza, recibiendo también el apoyo de la Fundación Pibes Unidos,
y finalmente declarado de Interés Cultural por el Gobierno de la Provincia de Buenos Aires.
En 2005 realizó una gira con el musical Tango, verduras y otras yerbas, junto a la compañía Théâtre de l’Été (‘teatro del verano’), de Camila Saraceni.
Continuó la gira con Juan Quintero por Francia, Bélgica, Países Bajos, España y Reino Unido.
Dos años después (en 2007), formó parte en París (Francia) del musical Comment je suis devenu une agence de tourisme cubanne (‘cómo me convertí en una agencia de turismo cubana’), del dramaturgo y cineasta cubano Eduardo Manet (1930-), producida por él.
En París participaron ―cantando en idioma wichí― en la ópera Las voces del silencio, de Gerardo Jerez Le Cam (argentino radicado en Francia).
Luna Monti ha compartido escenarios con importantes artistas como
Alfredo Ábalos,
Raúl Carnota,
Juan Falú,
Liliana Herrero y
Lito Vitale.
Participó en encuentros musicales de relevancia nacional:
- I Encuentro de Músicos Populares (en la ciudad de Río Cuarto),
- I y II Encuentro de Música Popular y la Canción Inédita (en Unquillo),
- II y III Encuentro de Músicos de Folklore Independiente (en San Miguel de Tucumán),
- II Encuentro de Música de Provincias (en la ciudad de Buenos Aires).[3]

Realizó presentaciones por todo el país junto a su esposo, el compositor y guitarrista tucumano Juan Quintero hasta el año 2016, luego de anunciar su ruptura y la discontinuidad del dúo. <>
En la actualidad se desempeña como profesora de canto.

## Discografía

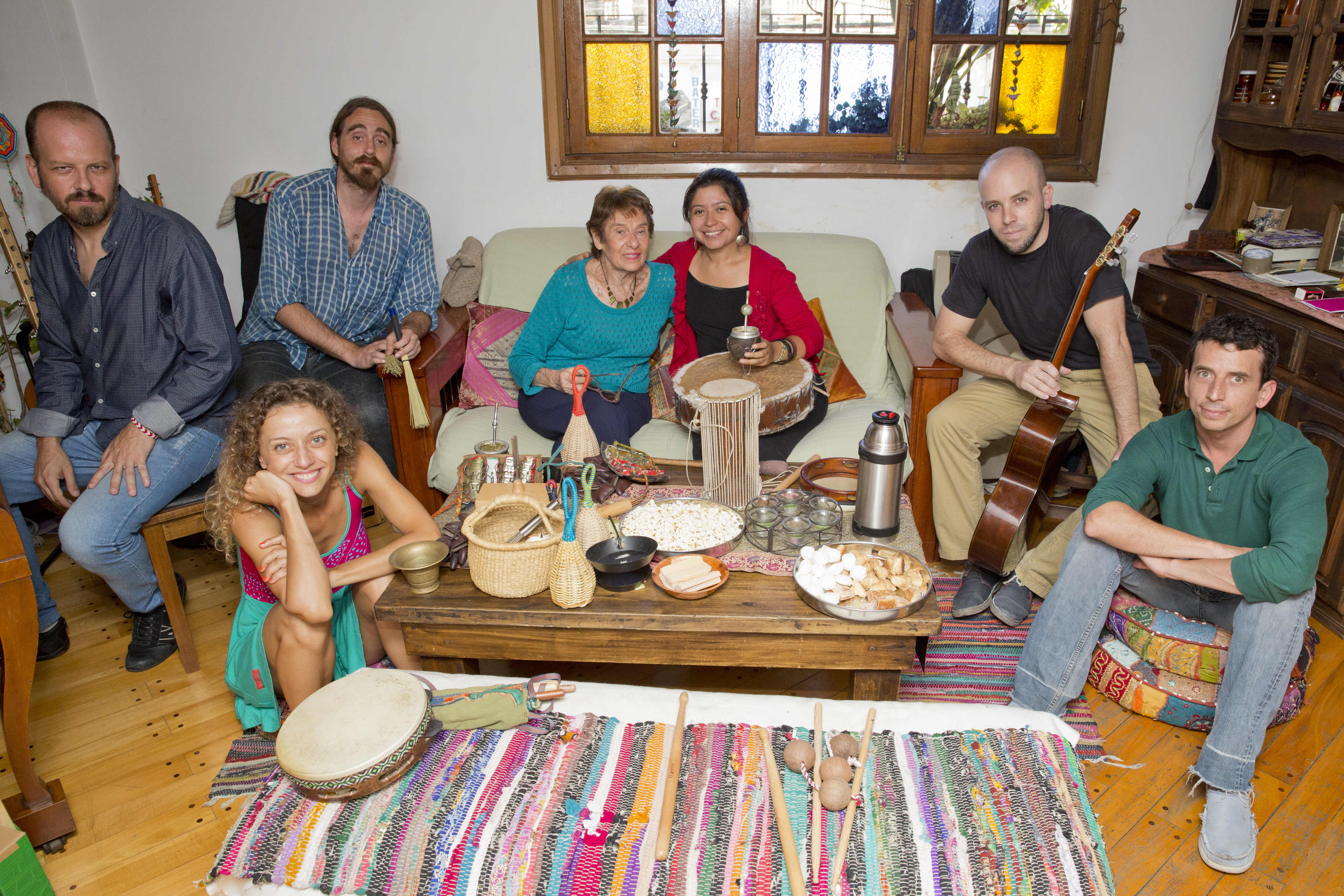
Los músicos argentinos Luna Monti, Aleix Tobías, Diego Schissi, Violeta Gainza, Nadia Larcher, Ignacio Vidal, Juan Quintero (Buenos Aires, 20 de febrero de 2015). Foto: Augusto Starita (Ministerio de Cultura de la Nación).

- Juan Quintero-Luna Monti, de producción independiente.[6]

- 2003: El matecito de las siete, con Juan Quintero, de producción independiente.[6] Con canciones de Rolando Chivo Valladares, Chacho Echenique,[2] Juan Falú, Pepe Núñez, María Elena Walsh, Jorge Marziali, Alfredo Zitarrosa, etc., coplas anónimas y algunos temas de Juan Quintero.[1]

- 2006: Lila (álbum doble), con Juan Quintero, de producción independiente.[6] Junto al cantautor Jorge Fandermole, el guitarrista Juan Falú, el pianista Carlos Negro Aguirre, Coqui Ortiz, y el trío Aca Seca.[2]

- 2009: con Juan Quintero colaboró en el álbum Cantora, de Mercedes Sosa,[6] que ganará el Grammy Latino.[2]

- 2011: Diez años: en vivo en Café Vinilo (CD-DVD),[2] «un repaso de los [álbumes] anteriores».[1]

- 2013: Después de usted, quinto disco con Juan Quintero.[1][7] Tiene 15 canciones:[8]
  - «Conmigo» (de Hugo Fattoruso),[9]
  - «El cumpita» (cueca[8] o zamba),[10] de los Hermanos Núñez;
  - «Mba epa doña Froilana», de Teresa Parodi y Raúl Carnota;[8]
  - «El cigarrito», de Víctor Jara, un clásico del repertorio chileno;[8]
  - «El caramba» (danza de mediados del siglo XIX caída en desuso), de Eduardo Lagos[10]
  - «Ir yendo», del guitarrista Edgardo Cardozo[10]
  - «Sacha puma», de Oscar Valles;[8]
  - «Tríptico mocoví I y II», de Ariel Ramírez y Isaac Guiche Aisemberg
  - «Antofalla» (zamba), de [Nacho Vidal];[8]
  - «Curativa» (chacarera), de [Nacho Vidal];[10]
  - algunos motivos populares argentinos, chilenos y españoles.[11]
  - «Chacarerita mpchiporodoble» (chacarera doble, 1967), de Juan Biagosch
  - «Los centros de la Luna» (chilena)
  - «No voy solo» (anónimo clásico de la Salamanca española)
  - «Rondadora» (en ritmo de ajechao, parecido a una chacarera), motivo popular de Salamanca)
  - «Bandera», de Juan Quintero
  - «Hermanos», de Juan Quintero
  - «Regalitos» (canción de cuna), de Juan Quintero, dedicado a su hija Violeta.

## Premios y nominaciones
- 2006: premio Clarín como «Revelación de folclore» por el álbum Lila.[2]
- 2006: premio Nación como «Revelación del folclor» por el álbum Lila.[2]
- 2007:  nominada a los premios Gardel como «Revelación del folclor».[2]

## Vida privada
Luna Monti estuvo casada con el guitarrista y compositor Juan Quintero, con quien tuvieron una hija, Violeta Quintero Lucas (n. 2008).